# Đĩa Alderson

Một hình ảnh minh họa đĩa Alderson

Một đĩa Alderson (theo tên người khởi xướng ra nó, Dan Alderson) là một siêu kiến trúc khổng lồ giả tưởng giống như Thế giới hình vòng (Ringworld) của Larry Niven, vòng Halo hay quả cầu Dyson. Nó có dạng một cái đĩa khổng lồ, dày vài nghìn dặm. Mặt trời nằm ở lỗ trống giữa đĩa. Bán kính ngoài của đĩa Alderson tương đương với quỹ đạo của Sao Hỏa hoặc Sao Mộc. Theo đề nghị, một đĩa đủ lớn sẽ có khối lượng lớn hơn mặt trời của nó.